# Lac de Chalain
Der Lac de Chalain ist ein See im westlichen Teil des französischen Juras im Département Jura, rund 20 Kilometer östlich von Lons-le-Saunier. Er ist der größte natürliche See im Département und liegt auf 486 m auf dem Gemeindegebiet von Fontenu. Der Lac de Chalain nimmt eine Fläche von 232 Hektar ein. Er ist 2,7 km lang und maximal 1,1 km breit. Seine größte Tiefe beträgt 32 m.

## Geographie
Der Lac de Chalain liegt in einem charakteristischen Talkessel am westlichen Rand des Jura-Hochplateaus von Champagnole. Auf drei Seiten wird der See von steilen, rund 100 m hohen Hängen umgeben, an denen teilweise Kalkfelsen hervortreten; allerdings gibt es am Ostufer eine Schwemmebene, so dass hier der Steilhang etwas zurückversetzt ist. Gegen Westen öffnet sich der Talkessel zur breiten Talniederung des Ain, der hier in Nord-Süd-Richtung fließt. Der Lac de Chalain ist glazialen Ursprungs, er wird durch eine Endmoräne vom Ain-Tal getrennt. Er besitzt keinen nennenswerten oberirdischen Zufluss, sondern wird unterirdisch mit Wasser gespeist, das unter anderem in den kleinen Juraseen Lac du Vernois und Lac de Narlay auf dem verkarsteten Hochplateau rund 10 km östlich des Lac de Chalain versickert. Diese Tatsache konnte aufgrund von Markierungsversuchen nachgewiesen werden. Trotz des fehlenden oberirdischen Zuflusses beträgt die mittlere Verweildauer des Seewassers aufgrund der Berechnungen nur rund 10 Monate. Am Nordwestende des Sees, nahe bei Marigny erfolgt der Abfluss über den Bief de l’Oeuf. Seine Wasserkraft wird für die Stromproduktion genutzt.

## Geschichte
Das Ufer des Lac de Chalain war schon sehr früh besiedelt. Als 1904 aufgrund einer Trockenperiode der Wasserstand sehr tief sank, wurden am Westufer Spuren einer frühgeschichtlichen Siedlung gefunden. Ausgrabungen förderten zahlreiche Gegenstände einer Uferrandsiedlung zutage, die in der Periode vom Neolithikum bis zur Bronzezeit (ungefähr 4000 bis 750 Jahre vor Christus) bewohnt war. Die Fundstücke, darunter ein gut erhaltener Einbaum, sind heute im archäologischen Museum in Lons-le-Saunier ausgestellt. 1993 wurde ein Pfahlbau-Dorf rekonstruiert, das später zerfiel.
Seit dem Mittelalter befand sich auf einer kleinen Anhöhe am Ostrand des Sees ein Jagdschloss. Die Besitzverhältnisse über das weitläufige Grundstück wechselten mehrmals. Im Lauf der Zeit zerfiel das nicht mehr bewohnte Gebäude jedoch allmählich zur Ruine und fiel 1945 einem Brand zum Opfer.

## Tourismus
Seit den 1950er Jahren ist der Lac de Chalain Eigentum des Départements Jura. Auf der Schwemmebene am Ostufer des Sees wurden ein Tourismuszentrum mit Campingplatz und Freizeitanlagen errichtet. Besonders im Sommer bildet der See eine Attraktion für Wassersportler und Wanderer aus der näheren und weiteren Umgebung. Am Westufer wurden zwei Pfahlbauten rekonstruiert. Von den Felshängen bieten sich zudem Ausblicke auf den Lac de Chalain.